# Düüreg

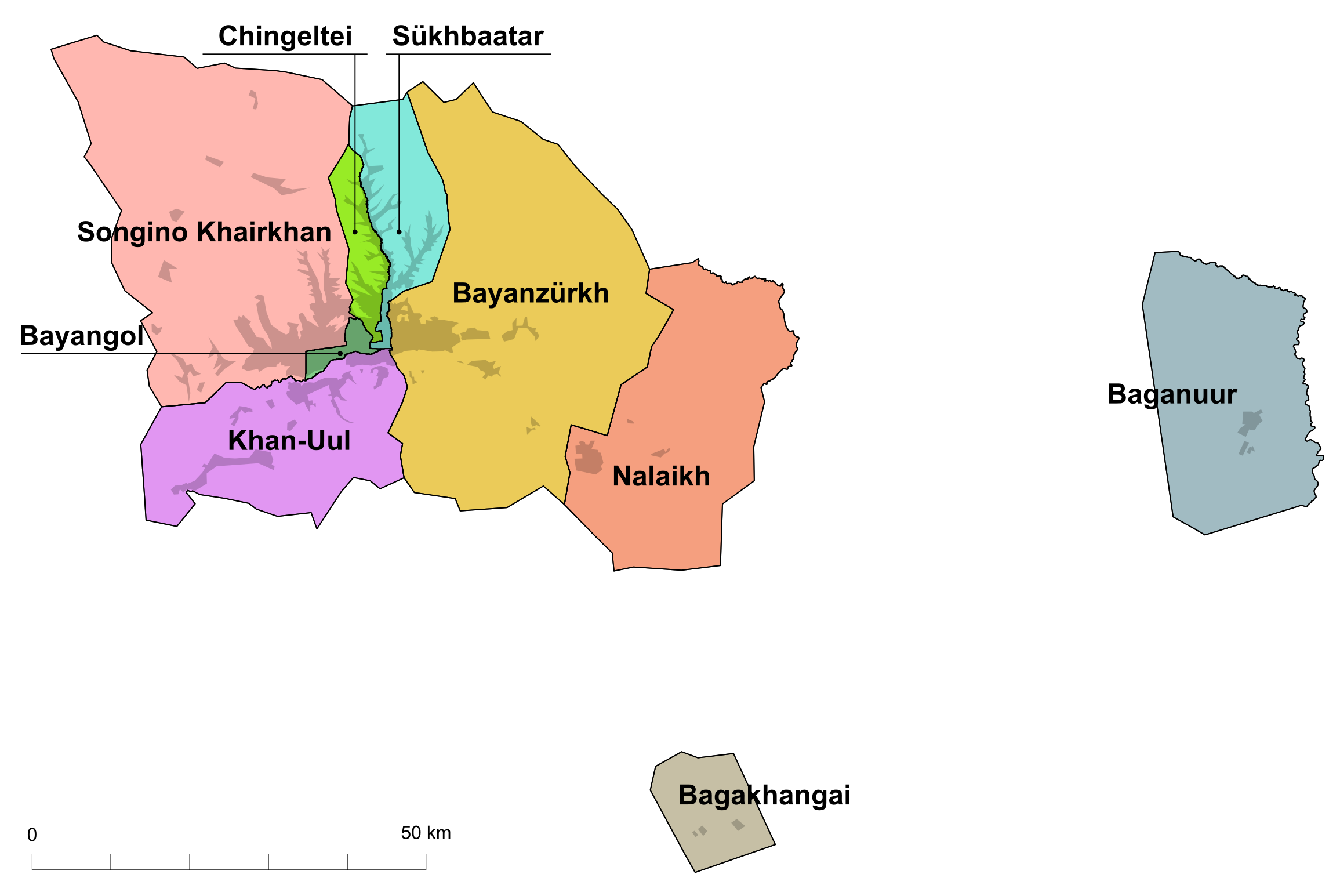
Los distritos municipales (düürgüüd) de Ulán Bator.

La capital de Mongolia, Ulán Bator está dividida en nueve distritos municipales (en mongol: дүүрэг düüreg, plural: дүүргүүд düürgüüd). Cada düüreg a su vez se divide en varios joroos.
Los düürgüüd funcionan también como circunscripciones de las cuales se eligen los miembros del Gran Jural del Estado.

## Düürgüüd
| Düüreg            | Mongol         | N.º de joroos | Población 01.01.2006 | Crecimiento anual (%) | Población 01.01.2007 | Crecimiento anual (%) | Población 01.01.2008 | Crecimiento anual (%) | Población 01.01.2009 | Superficie km² | Densidad /km² |
| ----------------- | -------------- | ------------- | -------------------- | --------------------- | -------------------- | --------------------- | -------------------- | --------------------- | -------------------- | -------------- | ------------- |
| Bagakhangai       | Багахангай     | 2             | 3,776                | 1.4                   | 3,827                | 1.0                   | 3,864                | -3.2                  | 3,742                | 140.0          | 26.7          |
| Baganuur          | Багануур       | 4             | 25,261               | 1.9                   | 25,731               | 0.9                   | 25,969               | -0.4                  | 25,877               | 620.2          | 41.7          |
| Bayangol          | Баянгол        | 20            | 160,479              | 0.2                   | 160,818              | 2.7                   | 165,159              | 2.5                   | 169,278              | 29.5           | 5,738.2       |
| Bayanzürkh        | Баянзүрх       | 24            | 196,132              | 7.9                   | 211,614              | 4.7                   | 221,565              | 6.2                   | 235,192              | 1,244.1        | 189.0         |
| Chingeltei        | Чингэлтэй      | 19            | 130,501              | 1.8                   | 132,883              | 2.4                   | 136,014              | 2.9                   | 140,019              | 89.3           | 1,568.0       |
| Khan Uul          | Хан Уул        | 14            | 87,912               | 3.4                   | 90,925               | 4.1                   | 94,670               | 4.4                   | 98,815               | 484.7          | 203.9         |
| Nalaikh           | Налайх         | 7             | 26,529               | 2.9                   | 27,297               | 3.1                   | 28,152               | 3.4                   | 29,115               | 687.6          | 42.3          |
| Songino Khairkhan | Сонгинохайрхан | 25            | 204,587              | 3.2                   | 211,056              | 4.4                   | 220,295              | 5.5                   | 232,326              | 1,200.6        | 193.5         |
| Sükhbaatar        | Сүхбаатар      | 18            | 117,233              | 5.0                   | 123,041              | 5.2                   | 129,486              | 2.8                   | 133,108              | 208.4          | 638.7         |
| total             | total          | 132           | 952,410              | 3.7                   | 987,192              | 3.8                   | 1,025,174            | 4.1                   | 1,067,472            | 4,704.4        | 226.9         |

Los düürgüüd Nalaikh y Baganuur son prácticamente ciudades separadas. Los düürgüüd Bagakhangai y Baganuur son exclaves.